# Jack Palance
Walter Jack Palance (nome artístico de Volodymyr Ivanovych Palahniuk; Hazleton, 18 de fevereiro de 1919 – Montecito, 10 de novembro de 2006) foi um ator norte-americano. Antes da carreira artística, ele foi lutador de boxe profissional, com muitos acreditando que sua face desfigurada se devesse aos golpes recebidos, mas na verdade a desfiguração foi causada por um acidente de avião, quando ele tomava aulas de pilotagem.

## Biografia
Palance, um dos cinco filhos, nasceu Volodymyr Palahniuk (em ucraniano:  Володимир Палагнюк) na vila de Lattimer Mines [en] da cidade de Hazleton, filho de Anna Gramiak e do minerador Ivan Palahniuk. Seus pais eram os imigrantes ucranianos; seu pai nasceu na aldeia de Ivane Zolote, na Ucrânia Ocidental, e a sua mãe era da região de Lviv. Também trabalhou como minerador antes de se tornar um pugilista. Palance largou a carreira no boxe quando foi convocado para atuar na Segunda Guerra Mundial. No retorno da guerra iniciou sua carreira artística, caracterizando-se pelos papéis de vilões nos filmes western dos anos 50 e 60.
Apesar de ter sido indicado ao Óscar anteriormente, com Shane (br: Os Brutos Também Amam, 1953) só obtém sua primeira estatueta em 1992, pelo filme City Slickers (br: Amigos, Sempre Amigos). Palance surpreendeu a audiência da cerimônia ao mostrar seu vigor físico, ao fazer flexões com apenas um braço, mesmo já tendo 73 anos na época.
É conhecido no Brasil também por apresentar a série Ripley's Believe It or Not! (Acredite se Quiser), produzida na década de 1970, e exibida no país pela Rede Manchete nas décadas seguintes.
Manteve uma vida artística extremamente ativa até 2004. Jack Palance faleceu de causas naturais dois anos depois, em 10 de novembro de 2006, aos 87 anos.

## Filmografia

### Filmes
| Ano  | Filme                                        | Personagem                   | Notas                                                                     |
| ---- | -------------------------------------------- | ---------------------------- | ------------------------------------------------------------------------- |
| 1950 | Panic in the Streets                         | Blackie                      |                                                                           |
| 1950 | Halls of Montezuma                           | Pigeon Lane                  |                                                                           |
| 1952 | Sudden Fear                                  | Lester Blaine                | Indicado — Oscar de melhor ator coadjuvante                               |
| 1953 | Shane                                        | Jack Wilson                  | Indicado — Oscar de melhor ator coadjuvante br: Os Brutos Também Amam     |
| 1953 | Man in the Attic                             | Slade                        |                                                                           |
| 1953 | Second Chance                                | Cappy Gordon                 |                                                                           |
| 1953 | Arrowhead                                    | Toriano                      |                                                                           |
| 1954 | The Silver Chalice                           | Simon Magus                  |                                                                           |
| 1955 | The Big Knife                                | Charles Castle               |                                                                           |
| 1955 | I Died a Thousand Times                      | Roy Earle                    |                                                                           |
| 1956 | Attack                                       | Tenente Costa                |                                                                           |
| 1956 | Playhouse 90: Requiem for a Heavyweight      | Harlan 'Mountain' McClintock | (TV)                                                                      |
| 1957 | House of Numbers                             |                              |                                                                           |
| 1957 | Flor De Mayo                                 |                              |                                                                           |
| 1960 | Austerlitz                                   | General Weirother            |                                                                           |
| 1961 | Barabbas                                     | Torvald                      |                                                                           |
| 1961 | Bogatai, O Bárbaro Mongol                    | Ogotai                       |                                                                           |
| 1963 | Contempt                                     | Jeremy Prokosch              |                                                                           |
| 1965 | Once a Thief                                 | Walter Pedack                |                                                                           |
| 1966 | The Professionals                            | Jesus Raza                   |                                                                           |
| 1967 | Kill a Dragon                                | Rick Masters                 |                                                                           |
| 1968 | The Mercenary                                | Curly                        |                                                                           |
| 1969 | Justine                                      | Antonin                      |                                                                           |
| 1969 | Legion of the Damned                         | Coronel Charley MacPherson   |                                                                           |
| 1969 | Che!                                         | Fidel Castro                 |                                                                           |
| 1970 | Vamos a matar, compañeros                    | John                         |                                                                           |
| 1970 | Monte Walsh                                  | Chet                         |                                                                           |
| 1972 | Chato's Land                                 | Capitão Quincy               |                                                                           |
| 1972 | Si può fare… amigo                           | Sonny Bronston               |                                                                           |
| 1976 | God's Gun                                    | Ben Haenni                   |                                                                           |
| 1979 | Angels' Brigade                              | Mike Farrell                 |                                                                           |
| 1980 | Hawk the Slayer                              | Voltan                       |                                                                           |
| 1987 | Bagdad Café                                  | Rudi Cox                     |                                                                           |
| 1988 | Gor                                          | Xenos                        |                                                                           |
| 1988 | Young Guns                                   | Lawrence G. Murphy           |                                                                           |
| 1989 | Batman (filme)                               | Carl Grissom                 |                                                                           |
| 1989 | Outlaw of Gor                                | Xenos                        |                                                                           |
| 1989 | Tango & Cash                                 | Yves Perret                  |                                                                           |
| 1990 | Solar Crisis                                 | Travis                       |                                                                           |
| 1991 | City Slickers                                | Curly Washburn               | Oscar de melhor ator coadjuvante Globo de Ouro de melhor ator coadjuvante |
| 1993 | Cyborg 2                                     | Mercy                        |                                                                           |
| 1994 | City Slickers II: The Legend of Curly's Gold | Duke Washburn                |                                                                           |
| 1994 | The Swan Princess                            | Lord Rothbart                | Voz                                                                       |
| 1994 | Cops and Robbersons                          | Jake Stone                   |                                                                           |
| 1997 | Ebenezer                                     | Ebenezer Scrooge             |                                                                           |
| 1999 | Treasure Island                              | Long John Silver             |                                                                           |

### Filmes para a televisão/seriados
| Ano  | Título                                         | Personagem                                         |
| ---- | ---------------------------------------------- | -------------------------------------------------- |
| 1968 | Dr. Jekyll and Mr. Hyde                        | Henry Jekyll and Edward Hyde                       |
| 1973 | Dracula                                        | Dracula                                            |
| 1974 | The Godchild                                   | Rourke                                             |
| 1975 | The Hatfields and the McCoys                   | Devil Anse Hatfield                                |
| 1979 | The Last Ride Of The Dalton Gang               | Will Smith                                         |
| 1980 | The Ivory Ape                                  | Marc Kazarian                                      |
| 1980 | The Golden Moment: An Olympic Love Story       | Whitey Robinson                                    |
| 1981 | Evil Stalks This House                         | Stokes                                             |
| 1992 | Keep The Change                                | Overstreet                                         |
| 1994 | The Twilight Zone: Rod Serling's Lost Classics | Dr. Jeremy Wheaton (segmento "Where the Dead Are") |
| 1995 | Buffalo Girls                                  | Bartle Bone                                        |
| 1997 | I'll Be Home For Christmas                     | Bob                                                |
| 1997 | Ebenezer                                       | Ebenezer Scrooge                                   |
| 1999 | Sarah, Plain and Tall: Winter's End            | John Witting                                       |
| 2001 | Living With The Dead                           | Allan Van Praagh                                   |
| 2004 | Back When We Were Grownups                     | Paul 'Poppy' Davitch                               |

### Programas de televisão
| Ano       | Título                          | Personagem                            | Notas                                                      |
| --------- | ------------------------------- | ------------------------------------- | ---------------------------------------------------------- |
| 1950      | Lights Out                      |                                       | Episódio "The Man Who Couldn't Remember"                   |
| 1952      | Studio One                      |                                       | Episódio "The King in Yellow"                              |
| 1952      | Curtain Call                    |                                       | Episódio "Azaya"                                           |
| 1952      | Studio One                      |                                       | Episódio "Little Man, Big World"                           |
| 1952      | The Gulf Playhouse              |                                       | Episódio "Necktie Party"                                   |
| 1953      | Danger                          |                                       | Episódio "Said the Spider to the Fly"                      |
| 1953      | The Web                         |                                       | Episódio "The Last Chance"                                 |
| 1953      | Suspense                        | Tom Walker                            | Episódio "The Kiss-Off"                                    |
| 1953      | The Motorola TV Hour            | Scott Malone/Kurt Bauman              | Episódio "Brandenburg Gate"                                |
| 1953      | Suspense                        |                                       | Episódio "Cagliostro and the Chess Player"                 |
| 1956      | Playhouse 90                    | Harlan "Mountain" McClintock          | "Requiem for a Heavyweight" Prémios Emmy do Primetime      |
| 1956      | Zane Grey Theatre               | Dan Morgan                            | Episódio "The Lariat"                                      |
| 1957      | Playhouse 90                    | Monroe Stahr                          | "The Last Tycoon"                                          |
| 1957      | Playhouse 90                    | Manolete                              | "The Death of Manolete"                                    |
| 1963      | The Greatest Show on Earth      | Johnny Slate                          | Seriado                                                    |
| 1965      | Convoy                          | Harvey Bell                           | Episódio "The Many Colors of Courage"                      |
| 1966      | Run For Your Life               | Julian Hays                           | Episódio "I Am the Late Diana Hays"                        |
| 1966      | Alice Through the Looking Glass | Jabberwock                            | (Teatro ao vivo)                                           |
| 1966      | The Man from U.N.C.L. E.        | Louis Strago                          | 2 episódios "The Concrete Overcoat Affair: Parts I and II" |
| 1971      | Net Playhouse                   | Presidente Jackson                    | "Trail of Tears"                                           |
| 1973      | The Sonny & Cher Comedy Hour    | Ele próprio                           |                                                            |
| 1975      | Bronk                           | Tenente detetive Alex 'Bronk' Bronkov | Seriado                                                    |
| 1979      | Buck Rogers in the 25th Century | Kaleel                                | Episódio "Planet of the Slave Girls"                       |
| 1979      | Unknown Powers                  | Apresentador/narrador                 |                                                            |
| 1981      | Tales Of The Haunted            | Stokes                                | Episódio "Evil Stalks This House"                          |
| 1982-1986 | Ripley's Believe It Or Not      | Ele próprio - apresentador            | Seriado                                                    |
| 2001      | Night Visions                   | Jake Jennings                         | Episódio "Bitter Harvest"                                  |